# Scotty Stevenson
James Napier Stevenson, dit Scotty Stevenson, né en 1912 à Glenbuck en Écosse, et décédé le 6 octobre 1974 à Montréal, est un aviateur, pilote de brousse, vétéran et commerçant établi au Canada.

## Biographie
James Napier Stevenson naît en 1912, à Glenbuck en Écosse. Il est le fils d’Andrew Napier Stevenson. Il arrive au Canada en septembre 1928, à l’âge de 16 ans. Il entre au service de la Compagnie de la Baie d’Hudson, et œuvre à Nitchequon au cours des années 1930. Il s’engage dans l’Aviation royale canadienne au cours de la Seconde Guerre mondiale, et sert en tant que pilote de combat,.
Après la guerre, il devient pilote de brousse indépendant. Avec son avion privé, il assure des services de transport de fourrures, de transports de prospecteurs et de matériel dans la région du camp minier de Chibougamau. En 1950, il ouvre un magasin général au camp minier de Chibougamau, le North-Eastern Traders. Celui-ci est le premier commerce mis en place sur le site de l’actuelle ville de Chibougamau,. En 1953, il construit un hôtel, l’hôtel Waconichi à Chibougamau, comprenant deux étages et six chambres. L'hôtel et inscrit au Répertoire du patrimoine culturel du Québec. L'édifice est décrit par l’auteur Larry Wilson, comme « ayant l’élégance d’une boîte de conserve ». Au début des années 1950, alors que la ville de Chibougamau est est inhabitée, il effectue des atterrissages sur la 3e rue (rue principale). Ces scènes sont captées sur le vif par l'Office du film du Québec.
Il est l’époux de Eileen Mary Tynan (1920-1996) et de Lawrence Napier Stevenson. Il meurt le 6 octobre 1974 à Montréal au Canada.
Scotty Stevenson est une personnalité historique inventoriée sur le Répertoire du patrimoine culturel du Québec. 

## Toponymie
Le parc Scotty-Stevenson à Chibougamau est nommé en son honneur.